# 전운
전운(田雲, 본명: 전덕(田德), 1938년 11월 3일(음력 9월 12일)~2005년 3월 26일)은 대한민국의 배우 겸 성우이다.

## 생애
1957년 연극배우로 데뷔하였고 2년 후 1959년 부산문화방송 공채 1기 라디오 성우로 정식 데뷔하였으며(그 당시 성우 동기 중 문미봉, 유명순 등이 있었음.) 3년 후 1962년 서울중앙방송(현재 KBS 한국방송공사) 공채 2기 탤런트 이적하여(그 당시 탤런트 동기 중 이묵원, 강부자 등이 있었음.) TV 드라마에도 출연하는 등 그 후로는 텔레비전 연기자, 영화배우로도 활약하였다. 연극 단체 극단 산하에서 활동한 바 있다.
연극배우 정욱과는 서라벌예술대학교 동기이기도 하며, 다른 한편 한국방송문화원 원장을 지내기도 한 그는 대장암으로 투병하다가 2005년 3월 26일을 기하여 향년 68세로 사망했다.

## 연기 활동

### 텔레비전 드라마
- 《여인천하》 (2001, SBS) - 장순손 역
- 《천둥소리》 (2000, KBS) - 허엽 역
- 《해뜨고 달뜨고》 (1999, KBS)
- 《유정》 (1999, KBS)
- 《약속》 (1999, SBS)
- 《홍길동》 (1998, SBS) - 홍길동 아버지 역
- 《사랑》 (1998, MBC)
- 《화이트 크리스마스》 (1997, SBS)
- 《열애》 (1997, KBS)
- 《간이역》 (1997, MBC) - 주덕기 역
- 《신데렐라》 (1997, MBC)
- 《달콤한 인생》 (1996, MBC)
- 《첫사랑》 (1996, KBS) - 강석진, 석희아버지역
- 《코리아게이트》 (1995, SBS) - 백낙준 역
- 《행복》 (1995, MBC) - 최인철 역
- 《모래시계》 (1995, SBS)
- 《딸부잣집》 (1994, KBS) - 권치덕 역
- 《지붕 위의 남자》(1994, KBS2)
- 《파일럿》 (1993, MBC)
- 《오박사네 사람들》 (1993, SBS)
- 《두려움 없는 사랑》 (1992, SBS) - 신석훈 역
- 《여명의 눈동자》 (1991, MBC) - 황 대장 역
- 《반민특위》 (1990, MBC) - 신익희 역
- 《대원군》 (1990, MBC) - 좌종당 역
- 《꽃 피고 새 울면》 (1990, KBS)
- 《제2공화국》 (1989, MBC) - 백낙준 역
- 《천사의 선택 (1989년 드라마)》 (1989, MBC)
- 《수난2대》(1989, MBC)
- 《조선 왕조 오백년 - 파문》 (1989, MBC) - 이부만 역
- 《철새》 (1989, MBC)
- 《추억 만들기》(1989, MBC)
- 《한지붕 세가족》 (1988, MBC)
- 《내일이 오면》 (1988, MBC)
- 《불새》 (1987, MBC)
- 《도시의 얼굴》 (1987, MBC) - 박형섭 역
- 《조선 왕조 오백년 - 남한산성》 (1986, MBC) - 김류 역
- 《남자의 계절》 (1986, MBC)
- 《내일뉴스》 (1985년 1월 3일, MBC) - 사장 역
- 《조선 왕조 오백년 - 설중매》 (1984, MBC) - 김종서 역
- 《3840 유격대》 (1983, MBC)
- 《제1공화국》 (1981, MBC) - 신익희 역
- 《전원일기》(1980, MBC) - 각종 단역
- 《최후의 증인》 (1979, MBC)
- 《하얀 민들레》 (1979, MBC)
- 《주인》 (1978, MBC)
- 《빨간 능금이 열릴때까지》 (1977, MBC)
- 《별 하나 나 하나》 (1977, MBC)
- 《효자문》 (1975, MBC)
- 《113 수사본부》 (1973, MBC) - 본부장 역
- 《대원군》 (1972, MBC) - 흥선대원군 이하응 역
- 《수사반장》 (1971, MBC) - 각종 단역
- 《수양대군》 (1967, KBS) - 박팽년 역

### 영화
- 《러브 스토리》(1996)
- 《가진것 없소이다》(1992)
- 《너에게로 또다시》(1991)
- 《코리안 커넥션》(1990)
- 《행복은 성적순이 아니잖아요》(1989)
- 《청춘시대》(1988)
- 《학창보고서》(1987)
- 《깊고 깊은 그곳에》(1985)
- 《영원한 유산》(1980)
- 《고교 꺼꾸리군 장다리군》(1977)
- 《어둠속의 목격자》(1974)

### 라디오 드라마
- 《특별수사본부》 (TBC, 1971)

### 연극
- 《진흙 속의 고양이》 (1970)

## 연기 외 활동

### CF 광고
- 1979년 ~ 1980년 바이엘코리아 탈시드
- 1982년 대일화학 대일 네오파스
- 1983년 ~ 1988년 동아제약 하노백
- 1986년 현대자동차 포니 엑셀 / 프레스토 (Feat. 변희봉)
- 1991년 ~ 1992년 삼립식품 삼립 중화 라면
- 1992년 주식회사 한냉(육류 전문 회사)
- 1998년 녹십초 키토산

## 가족 관계
- 배우자 : 박정순
  - 장남 : 전현철
    - 첫째 며느리 : 박현숙
      - 손녀 : 전보미 (1987년 5월 5일 ~ )

  - 차남 : 전현희
  - 딸 : 전경식

## 수상 경력
- 백상예술대상 연극부문 연기자상 《초승에서 그믐까지》 (1986)
- 한국일보 주최 TV 연기대상 《대원군》 (1971)
- 동아연극상 《왕교수의 직업》 (1970)

## 같이 보기
- 김성원
- 김세윤
- 신구
- 오지명
- 최불암
- 사미자
- 변희봉
- 이순재
- 김희라
- 김상순
- 김무생
- 오현경
- 이일웅
- 심양홍